# Йоганн Фрелер
Йоганн Фрелер (нім. Johann Fröhler) — австрійський футболіст, що грав на позиції нападника.

## Кар'єра футболіста
Йоханн Фрёлер почав свою кар'єру в віденському клубі «Рудольфшюгель» в 1913 році, виступаючи на позиції центрального нападника. У сезоні 1914/15 його команда дійшла до півфіналу Кубка Австрії, де поступилася віденської «Адміри» з рахунком 1:2. В ході розіграшу Фрёлер забив 4 м'ячі, причому всі — в матчі другого раунду проти команди «Німеччина».
В чемпіонаті Австрії «Рудольфшюгель» в кінці 1910-х на початку 1920-х одного разу посів друге місце і двічі третє, а Фрелер регулярно ставав кращим бомбардиром команди. Однією з найсильніших ліній команди була атака, де поряд з Йоганном також грали результативні Отто Некас і Ернст Вінклер.
За підсумками сезону 1918/19 «Рудольфшюгель» посів друге місце, а Фрелер з 14 голами став кращим бомбардиром чемпіонату, розділивши цей титул з нападником віденського «Рапіда» Йозефом Уріділем. Однак в сезоні 1922/23 клуб вилетів у Другій дивізіон. Ставши чемпіоном в сезоні 1923/24, «Рудольфсхюгель» повернувся в еліту австрійського футболу, але в наступному сезоні знову вибув у Другій дивізіон.
В кінці кар'єри Фрелер перейшов з позиції нападника в захисники.

## Статистика виступів
| Клуб              | Сезон             | Ліга | Ліга | Кубок Австрії | Кубок Австрії | Всього | Всього |
| Клуб              | Сезон             | Ігри | Голи | Ігри          | Голи          | Ігри   | Голи   |
| ----------------- | ----------------- | ---- | ---- | ------------- | ------------- | ------ | ------ |
| «Рудольфшюгель»   | 1913/14           | 8    | 4    | -             | -             | 8      | 4      |
| «Рудольфшюгель»   | 1914/15           | 9    | 6    | 3             | 4             | 12     | 10     |
| «Рудольфшюгель»   | 1915/16           | 8    | 1    | -             | -             | 8      | 1      |
| «Рудольфшюгель»   | 1916/17           | 0    | 0    | -             | -             | 0      | 0      |
| «Рудольфшюгель»   | 1917/18           | 13   | 7    | 2             | 2             | 15     | 9      |
| «Рудольфшюгель»   | 1918/19           | 17   | 14   | 2             | 3             | 19     | 17     |
| «Рудольфшюгель»   | 1919/20           | 14   | 4    | 1             | 0             | 15     | 4      |
| «Рудольфшюгель»   | 1920/21           | 20   | 9    | 1             | 0             | 21     | 9      |
| «Рудольфшюгель»   | 1921/22           | 20   | 14   | 1             | 0             | 21     | 14     |
| «Рудольфшюгель»   | 1922/23           | 16   | 6    | 1             | 0             | 17     | 6      |
| «Рудольфшюгель»   | 1923/24           | ?    | ?    | 2             | 1             | 2+     | 1+     |
| «Рудольфшюгель»   | 1924/25           | 9    | 1    | 0             | 0             | 9      | 1      |
| Всього за кар'єру | Всього за кар'єру | 134+ | 66+  | 13            | 10            | 147+   | 76+    |

## Титули та досягнення
- Срібний призер чемпіонату Австрії (1):

«Рудольфшюгель»: 1918–1919
- Бронзовий призер чемпіонату Австрії (2):

«Рудольфшюгель»: 1916–1917, 1920–1921
- Найкращий бомбардир чемпіонату Австрії (1):

«Рудольфшюгель»: 1918–1919 (14 голів)